# 多和健雄
多和 健雄（たわ たけお、1918年10月29日 - 2007年6月）は愛媛県出身の教育者、体育学者、サッカー選手、サッカー指導者。

## 人物
選手として旧制兵庫県立第三神戸中学校、東京高等師範学校でプレーして、中央大学法学部を卒業した。
大学卒業後は、都立高校体育科教諭として東京都立大泉高等学校などに勤めた。その後、東京教育大学講師となり、1954年には蹴球部監督として関東大学サッカーリーグ戦1部で優勝した。後に教授に昇格し、大学の改編に伴い、筑波大学教授となる。筑波大学退職後は、青山学院大学で教鞭を執った。
主にサッカーの普及・研究において顕著な業績を残した。日本サッカー協会理事・普及指導部長、日本ミニサッカー連盟会長、FIFAコーチングスクール校長、日本幼少児健康教育学会名誉会員などを歴任した。
2007年6月に死去。2011年8月9日、第8回日本サッカー殿堂顕彰者に選出された。

## 著書

### 単著
- 『サッカーの指導』杏林書院体育の科学社、1955年
- 『図解サッカー』不昧堂書店、1957年
- 『小学校サッカー』不昧堂書店、1962年
- 『要約・図解スポーツルール』成美堂出版、1963年
- 『図解コーチサッカー』成美堂出版、1967年
- 『サッカー入門』愛隆堂、1969年
- 『サッカー』成美堂出版、1970年
- 『スポーツ・ルール』成美堂出版、1981年

### 共編著
- 『写真と図解によるサッカー』永嶋正俊共著、大修館書店、1966年
- 『運動技術の分析』浅川正一監修、講談社、1970年
- 『スポーツの技術史』岸野雄三編著、大修館書店、1972年
- 『サッカーのコーチング』大修館書店、1974年
- 『身体と運動機能の発達と指導』柳原書店、1983年

### 監修
- 『要約図解スポーツ・ルール』成美堂出版、1997年